# Cray-2

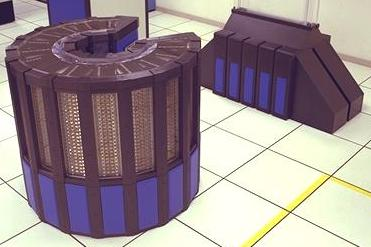
Cray-2 в NASA

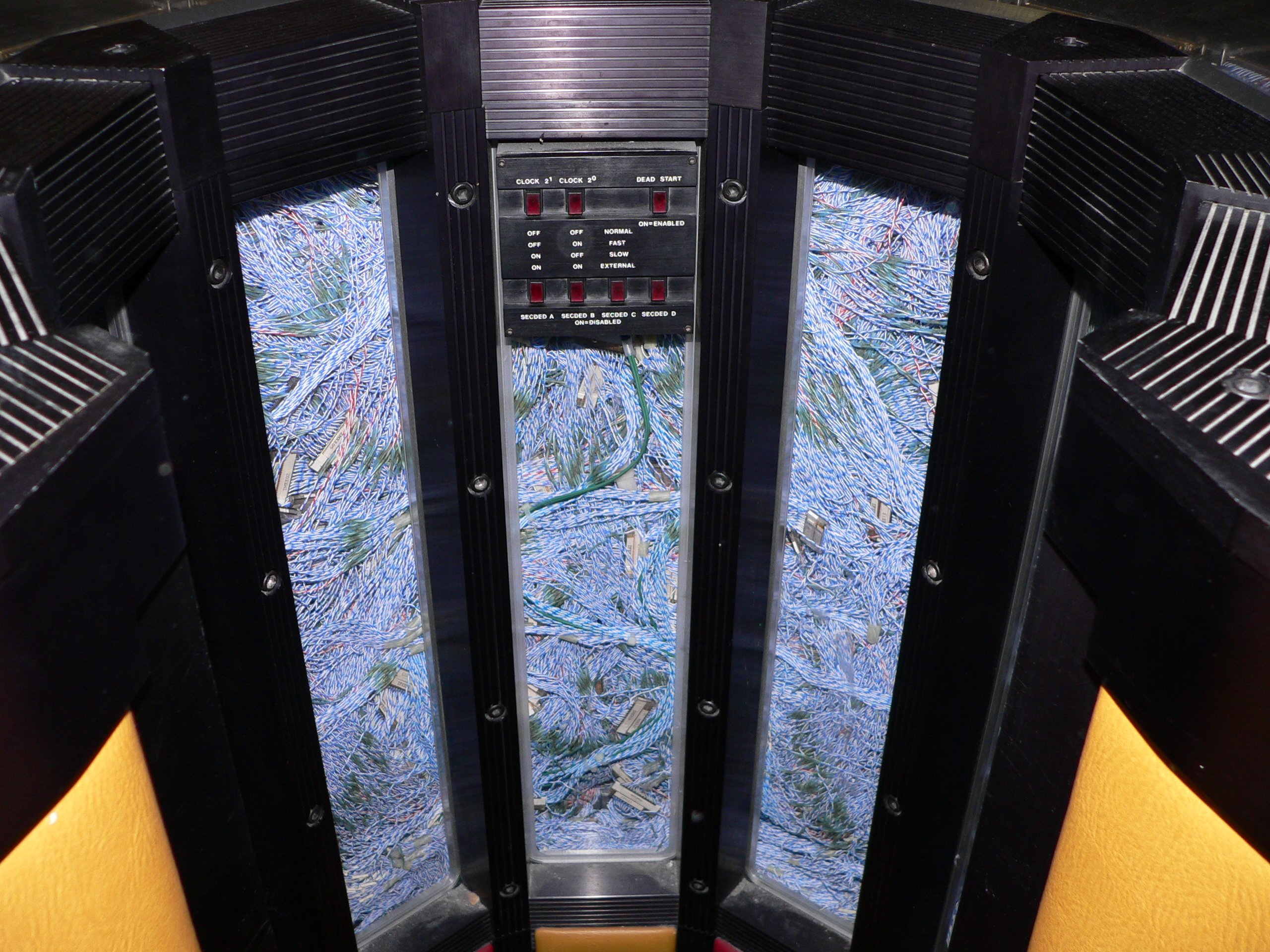
Внутри Cray-2

Cray-2 — векторный суперкомпьютер, выпускавшийся компанией Cray Research с 1985 года. Он был самым производительным компьютером своего времени, обогнав по производительности другой суперкомпьютер Cray X-MP. Пиковая производительность Cray-2 составляла 1,9 Гфлопс. Только в 1990 году этот рекорд был побит суперкомпьютером ETA-10G.

## История создания
Сеймур Крэй приступил к созданию нового суперкомпьютера Cray-2 ещё до окончания доводки предыдущей модели Cray-1, то есть примерно в 1976 году. В начальном варианте Cray-2 представлял собой машину с четырьмя векторными процессорами с временем на такт 4 нс, то есть в три раза меньше, чем у Cray-1 (12,5 нс). До 1978 года Cray-2 находился только в проектах, так как Крэй и его команда были заняты сборкой серийных Cray-1 и их улучшениями по требованиям заказчиков. В начале 1978 года Крэй решил, что Cray-2 будет содержать не 4 векторных процессора, а 64 скалярных процессора. Это был радикальный отход от успешного направления векторных процессоров к малоизведанной технологии массово-параллельных вычислений. Для такого необычного компьютера требовался особый распараллеливающий компилятор, работой над которым занялся Стив Нельсон (Steve Nelson). После нескольких месяцев работ Крэй нанес визит в Ливерморскую национальную лабораторию, где представил новую будущую машину тамошним программистам. Оказалось, что 64-процессорная машина не востребована, и Крэю пришлось свернуть работы над опередившей своё время технологией и снова вернуться к исходной схеме.
Для повышения тактовой частоты расстояние между элементами компьютера пришлось уменьшать. Если самый длинный провод в Cray-1 был не длиннее 6 футов, в Cray-2 длину проводов сократили до 16 дюймов. Более плотная упаковка означала большие трудности с отводом тепла. Попытка использовать подход Cray-1 не принесла успеха. Расстояние между панелями было настолько мало, что между ними невозможно было разместить медные пластинки теплоотводов для охлаждения. Проект Cray-2 стал походить на провальный проект CDC 8600, из-за чего Крэй пошёл на смелый шаг. Он предложил организовать лабораторию в городе Боулдер (шт. Колорадо), которая бы занялась созданием интегральных схем. В Cray-1 и изначально в Cray-2 использовались простейшие микросхемы малой степени интеграции всего с двумя логическими вентилями на эммитерно-связанной логике биполярных транзисторов. Лаборатория в Боулдере должна была спроектировать и создать сверхбольшие интегральные микросхемы для Cray-2, которые бы позволили упаковать большой объём логики в малые размеры машины. Город Боулдер был выбран не случайно, так как там находилась штаб-квартира Национального Центра Атмосферных исследований США — первого покупателя Cray-1 и потенциального покупателя Cray-2. Лаборатория, которую назвали «Cray Labs», была призвана разместить на одном или нескольких чипах весь компьютер Cray-1, для чего работники лаборатории разобрали один экземпляр Cray-1 по винтикам, чтобы понять, как он работает. В то же время работы над Cray-2 в Cray Research были заморожены, а инженеры команды были переведены на другие направления.
В 1981 году Сеймур Крэй внес радикальное предложение по конструкции Cray-2. Он предложил поместить весь компьютер в инертную жидкость под названием Fluorinert компании 3M, которая использовалась в то время в медицине при операциях на сердце. Жидкость должна была циркулировать вокруг компьютера и внутри него и отводить тепло более эффективно, чем воздух. Этот прорыв сделал ненужными работы лаборатории в Боулдере над специальными СБИС, и в 1982 году она была закрыта. В 1980 году Крэй ушёл с поста главы компании Cray Research и стал работать в компании как независимый подрядчик. Это позволило ему больше времени уделять Cray-2, работы над которым длились уже 4 года.
Cray-2 был представлен публике в 1985 году. Показав на тестах пиковую производительность 1,9 Гфлопс, он стал самым быстрым в мире суперкомпьютером, сместив с пьедестала Cray X-MP, выпущенный в 1983 году. Этот титул Cray-2 удерживал до 1990 года, когда компания ETA (подразделение компании CDC) выпустила суперкомпьютер ETA-10G.

## Характеристики
- Процессор: 2 или 4 векторных процессора
- Элементная база: ИС с 16 логическими вентилями, эмиттерно-связанная логика на биполярных транзисторах
- Время такта: 4,1 нс
- Объём памяти: 256 миллион 64-разрядных слов
- Охлаждение: жидкостное, с полным погружением
- Операционная система: UNIX-подобная Unicos или Cray Operating System
- ПО: два компилятора языка Fortran: CFT2 и CFT77 с автоматической векторизацией кода, компилятор языка C, макро-ассемблер CAL, утилиты и библиотеки для работы с устройствами ввода-вывода и организации исполнения задач
- Энергопотребление: 195 кВт
- Габариты: высота — 114,3 см, диаметр — 134,6 см, 14 вертикальных колонн-стоек, собранных в дугу длиной 300 градусов. Масса более 3,5 т.

## Стоимость
В 1985 году стоимость Cray-2 составляла 17,6 миллиона долларов США.

## Использование
Летом 1985 года первый экземпляр был поставлен в Ливерморскую национальную лабораторию, где уже давно работал прототип Cray-2. Изначально Cray-2 разрабатывался для Министерства обороны и Министерства энергетики США. Предполагалось использовать его для исследований в области ядерных вооружений и океанографии. Однако Cray-2 применялся и в мирных целях, например, в NASA (2-й серийный номер был поставлен в Исследовательский центр Эймса в сентябре 1985 года), университетах и корпорациях по всему миру.
Одновременно с разработками Cray-2 в Cray Research создавалась машина Cray X-MP, а на рынке суперкомпьютеров появились японские аналоги Cray-1 от компаний NEC, Fujitsu и Hitachi. Для того, чтобы сделать Cray-2 более привлекательным для покупателя, была значительно переработана его система памяти, как в плане её объёма, так и в плане скорости её работы. Когда машина была наконец представлена на рынке, она уже настолько отстала от современности, что все её преимущества в производительности проявлялись большей частью за счёт этой быстрой и большой памяти. Покупка Cray-2 имела смысл только для тех организаций, где требовалась быстрая обработка больших объёмов данных. Благодаря свойствам памяти Cray-2 компьютерное моделирование смогло перейти от двухмерных моделей и приближённых трехмерных к точным трехмерным моделям.
В 1987 году Cray-2, принадлежавший Великобританской Комиссии по атомной энергии, был использован для исследования распространения пожара на лондонской станции Кингс-Кросс.
19 февраля 1992 года с помощью суперкомпьютера Cray-2 математиками David Slowinski и Paule Gauge было найдено самое большое на тот момент простое число M756839. На его поиск было потрачено 10 000 часов и ещё 19 часов машинного времени понадобилось для доказательства, что число является простым.

## Дальнейшее развитие
В 1990 году специально для Ливерморской национальной лаборатории был построен в единственном экземпляре 8-процессорный Cray-2 стоимостью 19 миллионов долларов.
К тому времени Сеймур Крэй отделился от Cray Research и создал новую компанию Cray Computer Corp. для работы над новым компьютером Cray-3 и поддержке Cray-2 (Cray Research сконцентрировалась на развитии линейки Cray X/Y-MP и новой разработке — Cray C90). Ливерморская лаборатория выступила первым заказчиком ещё не существовавшего Cray-3, и, чтобы удовлетворить ожидания заказчика, Cray Computer Corp. построила эту 8-процессорную модель.
На смену Cray-2 должен был прийти Cray-3, однако из-за проблем, возникших при разработке, был построен только один экземпляр Cray-3. Некоторые идеи из Cray-2 были развиты в компьютере Cray X1.

## Фотографии Cray-2

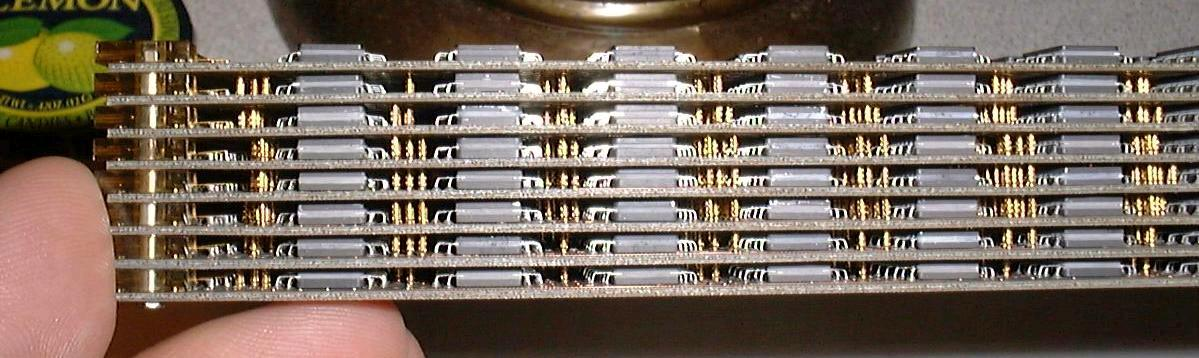
Логические платы со сверхплотной упаковкой
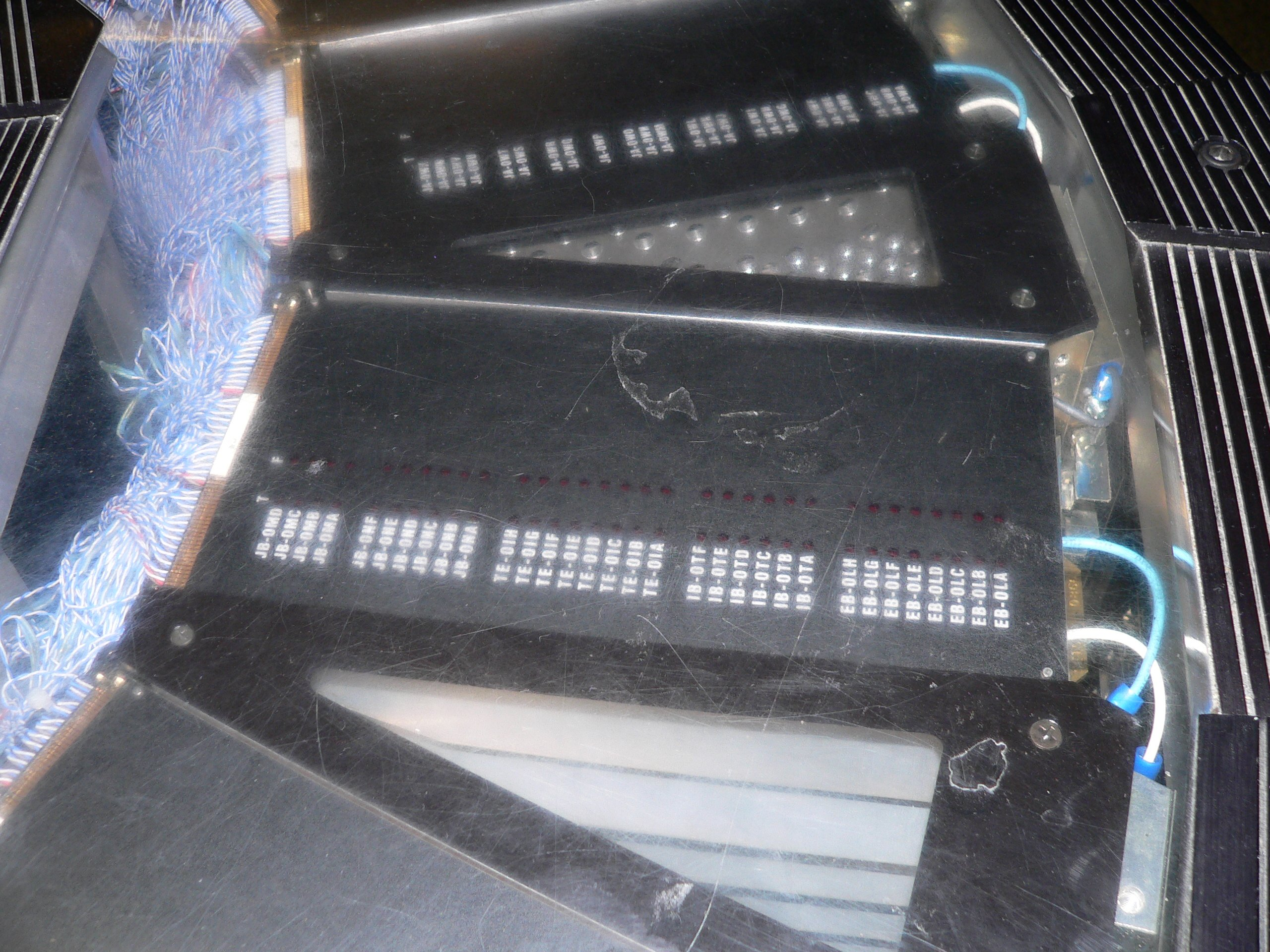
Модульная стойка крупным планом
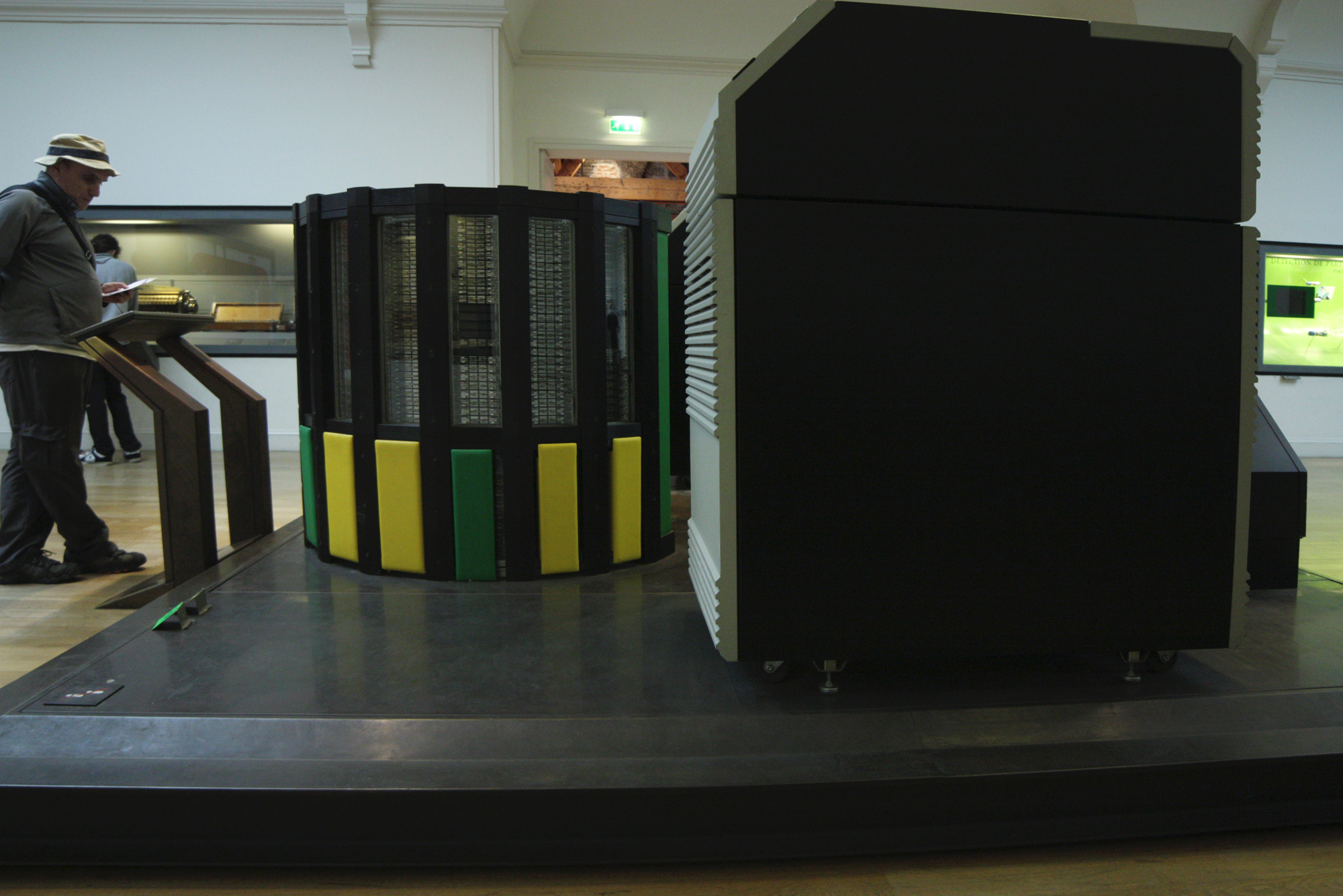
Cray-2 в Музее искусств и ремёсел в Париже
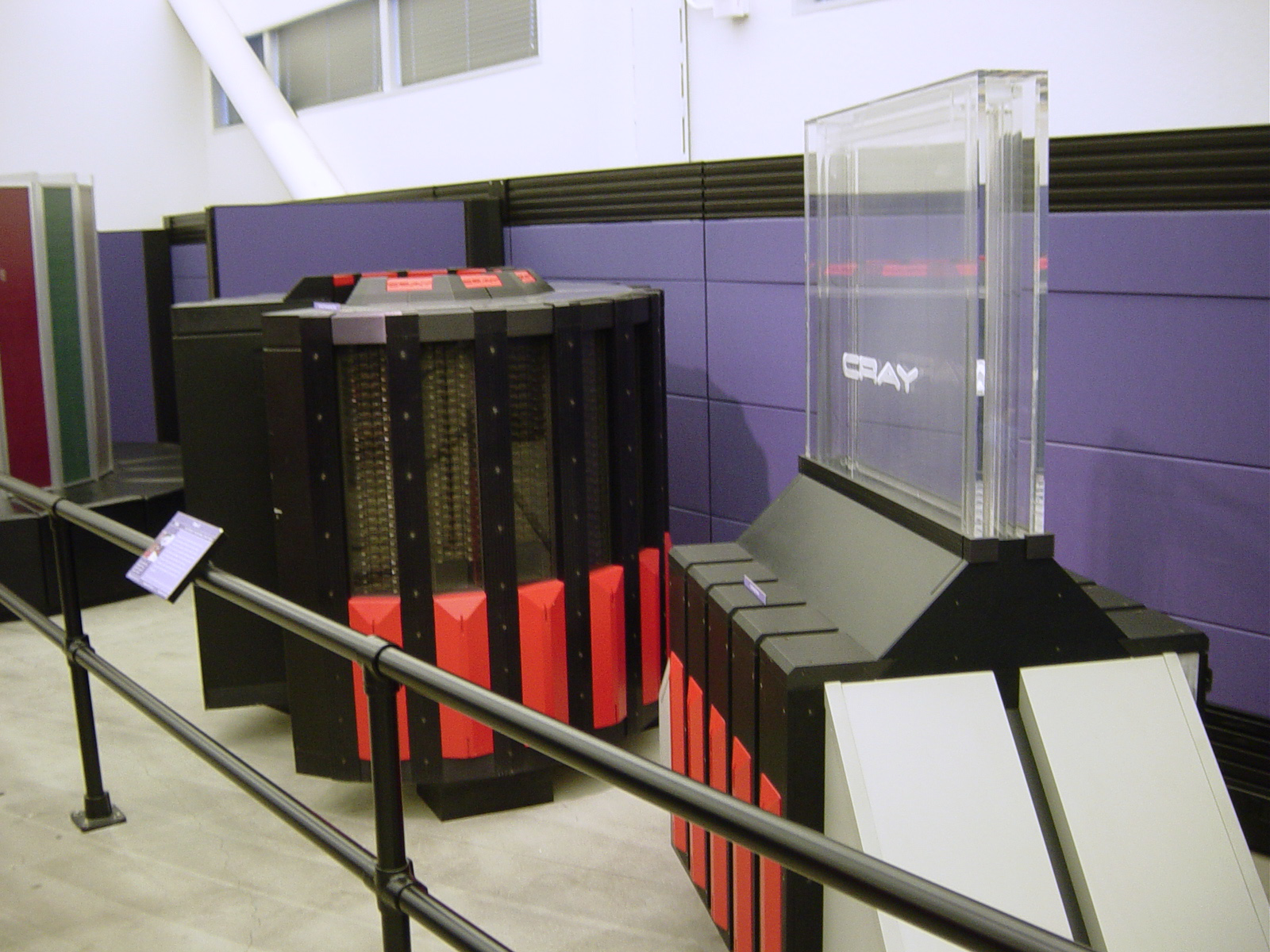
Единственный 8-процессорный Cray-2 (серийный номер 2101) в Музее компьютерной истории в США, шт.Калифорния